# Emissione imperiale soprastampata con fascetto o con scritta
L'Emissione imperiale soprastampata con fascetto o con scritta rappresentanti il Re Vittorio Emanuele III in vari profili, è una serie ordinaria di francobolli emessa il 24 gennaio 1944.
La serie è composta da 5 pezzi, stampati a rotocalco in fogli da: 100 Dim: 20 × 24mm dall'Officina Carte Valori di Roma.
I pezzi sono a dentellatura a blocco e sono 5:
- 25 cent: Verde
- 30 cent: Seppia
- 50 cent: Viola
- 75 cent: Rosso
- 1,25 Lire: Azzurro (scuro)